# Rotaliammininae
Rotaliammininae es una subfamilia de foraminíferos bentónicos de la familia Trochamminidae, de la superfamilia Trochamminoidea, del suborden Trochamminina, y del orden Trochamminida. Su rango cronoestratigráfico abarca el Holoceno.

## Discusión
Clasificaciones previas incluían Rotaliammininae en el suborden Textulariina del orden Textulariida. Otras clasificaciones lo han incluido en el Orden Lituolida.

## Clasificación
Rotaliammininae incluye a los siguientes géneros:
- Rotaliammina
- Siphotrochammina
- Tiphotrocha